# Emma Stebbins
Emma Stebbins   (Manhattan, 1 de setembre de 1815 - Manhattan, 25 d'octubre de 1882) va ser una escultora estatunidenca que creà obres en estil neoclassicista. És coneguda com la creadora de la font de l'Àngel de les Aigües (1873) al Central Park de Nova York. Va ser la primera vegada que l'ajuntament de Nova York va encarregar a una dona una obra per a l'espai públic.
Era la sisena dels nou fills de Mary Largin i d'un banquer benestant John L. Stebbins. Des de jove es va interessar per les arts i els pares la van estimular a desenvolupar aquest talent. Va començar amb pintar retrats i altres obres figuratives.

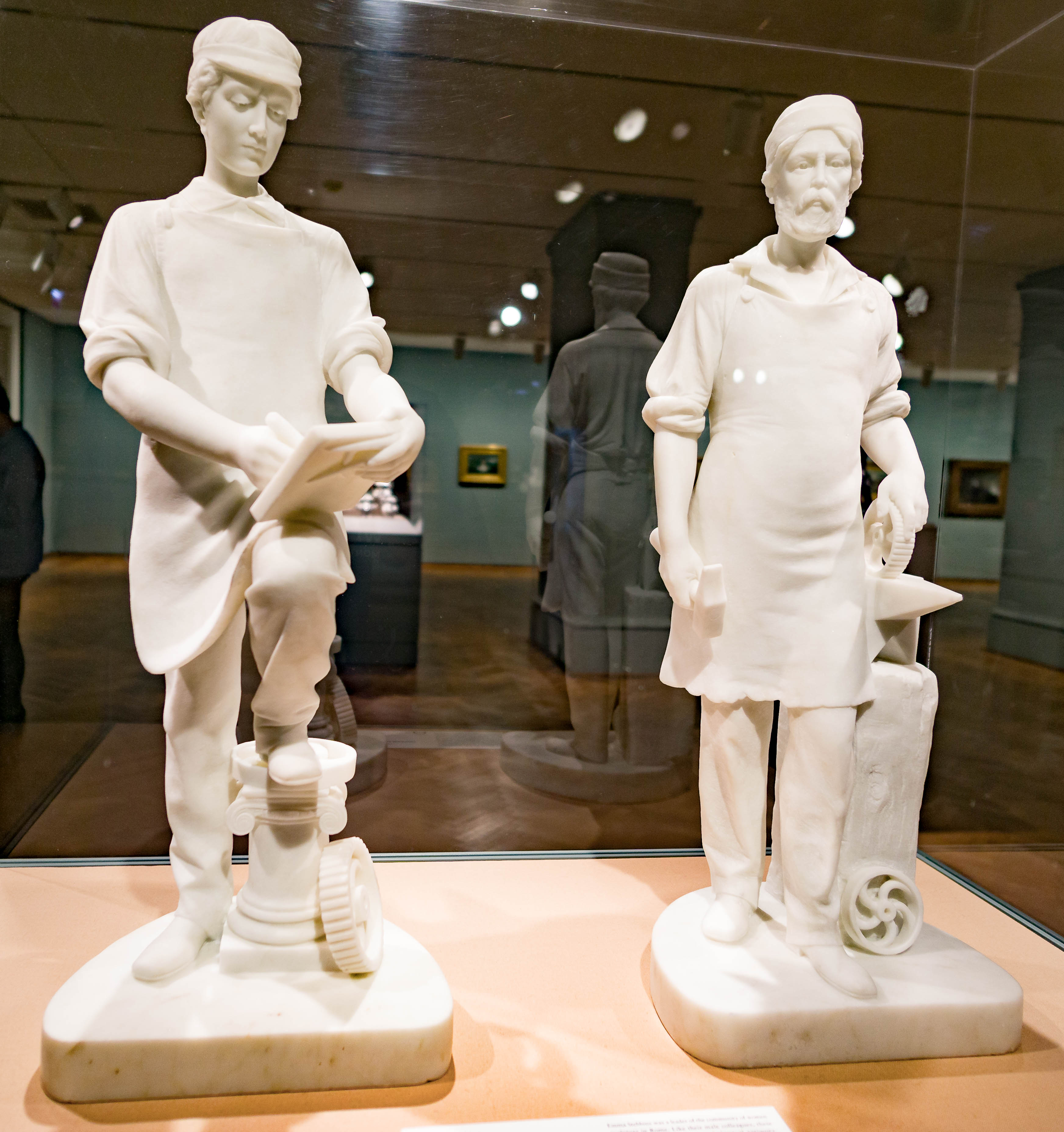
Maquinista i el seu aprenent

El 1856, el seu germà Henry Georges, aleshores director de la Borsa de Nova York, li va pagar una formació a Roma on va estudiar amb John Gibson i Paul Aker. Allà es va enamorar de l'actriu Charlotte Saunders Cushman, després d'un viatge juntes a Nàpols. Va estar-se a Roma una dècada i allà va descobrir al seu gust per a l'escultura. Stebbins va produir una dotzena d'escultures de marbre i dues obres públiques importants en bronze. Al llibre, Women Artists of All Age (1859), Elizabeth Ellet descriu Stebbins com un exemple perfecte de la dona de bona família que havia aprofitat adequadament les oportunitats que la situació familiar privilegiada i estimuladora li va donar.
El 1870 van tornar junts als Estats Units. Charlotte va morir a Boston el 1876 i Stebbins mai no va tornar a esculpir. Va publicar una biografia i la correspondència de la seva parella Charlotte Cushman: Her Letters and Memories of Her Life (1878).
Stebbins va morir el 25 d'octubre de 1882 a Nova York amb 67 anys i va ser sebollida al cementiri Green-Wood de Brooklyn.